# Alaena margaritacea
Alaena margaritacea е вид насекомо от семейство Синевки (Lycaenidae). Видът е световно застрашен, със статут Уязвим.

## Разпространение
Разпространен е в Южна Африка.